# Santa María de Retortillo (Torrepadre)
Die einschiffige Kapelle Santa María de Retortillo (der ganze Bautenkomplex wird auch als Granja de Retortillo bezeichnet) beim nordspanischen Weiler (pedanía) Retortillo in der Gemeinde Torrepadre zählt zu den wenigen Bauwerken in der Provinz Burgos, bei denen Einflüsse aus der Mozarabischen Architektur zu erkennen sind.

## Lage
Die Kapelle liegt etwa 16 km (Fahrtstrecke) nordwestlich des Ortes Torrepadre beim Weiler Retortillo und etwa 1 km südlich des Río Arlanza in einer Höhe von ca. 800 m.

## Geschichte
Die hier gefundenen und ausgestellten Steine legen eine westgotische Gründung nahe, doch verweist das etwa 10 m hohe Innere der Kapelle mit seinem eindrucksvollen Triumphbogen auf eine spätere Bauzeit (10. Jahrhundert). Der Bau war das religiöse Zentrum eines von Mönchen und Laienbrüdern bewirtschafteten Landgutes (granja). Das ursprüngliche Mutterkloster ist nicht bekannt, doch wird der Komplex in einer königlichen Urkunde aus dem Jahr 1048 dem Kloster San Pedro de Arlanza zugeordnet. Seit dem Jahr 1535 befindet er sich in Privatbesitz; heute dient er als parkähnliche Hotelanlage.

## Architektur und Bauornamentik
Die Kapelle erhielt im Lauf der Zeit zahlreiche Anbauten (Glockenturm, Portikus, Sakristei). Während das Äußere der Kapelle schmucklos ist, beeindruckt das Innere durch einen aus exakt behauenen Steinen gefügten Triumphbogen, dessen Durchgang zum Altarraum von einem Hufeisenbogen überwölbt ist, der zusätzlich von einem Alfiz gerahmt wird. Darüber hinaus sind in der Kapelle zahlreiche Steinreliefs mit Sternmustern und figürlichen Szenen zu sehen. Die Frontseite der Altarplatte ist durch vier kleine Hufeisenarkaden geschmückt; seitlich davon finden sich erneut Sternmotive.

## Ausstattung
Zur Ausstattung des Kirchleins gehören ein romanischer Taufstein (pila bautismal) mit Blendarkaden und einer oberen Randzier in Form eines Perlstabes. Mehrere Skulpturen und Gemälde stammen aus dem 15.–17. Jahrhundert. Interessant ist eine Truhe mit orientalisch wirkender Flechtbandornamentik.